# Az-Zajtuna (Syria)
Az-Zajtuna (arab. الزيتونة) – wieś w Syrii, w muhafazie Hama. W 2004 roku liczyła 304 mieszkańców.